# 아카이케 아쓰시
아카이케 아쓰시(일본어: 赤池濃, 1879년 1월 27일 ~ 1945년 9월 10일)는 일본 제국의 관료이자 정치인이다.
아카이케 아쓰시는 1879년 1월 27일에 아카이케 나나에몬(赤池七右衛門)의 장남으로 태어났으며 제일고등학교를 나와 일본의 도쿄제국대학 법학과를 졸업하고 1902년 7월 고등문관시험에 합격하였다. 조선총독부 경무국장이었을 당시, 대구경찰서 형사 유근수가 마련한 자리에서 비밀결사인 대한민국애국부인회에서 활동했던 오현주가 부인회의 비밀문건을 넘기는 대가로 오현주, 강낙원 부부와 그의 언니 오현관의 안전을 약속하며 "당신이 이후부터 애국부인회의 정신을 버리고 방침을 달리하여 명칭도 개칭하여 사회에 다른 사업을 하겠는가?"라며 전향을 권유했다. 이 사건으로 많은 한국의 독립운동가들이 체포되었다. 후에 경시총감이 되어 간토 대지진이 일어났을 때 내무대신 미즈노 렌타로(水野鍊太郞)와 함께 한국인 학살의 빌미가 되었던 한국인에 대한 유언비어를 유포를 지시하였다. 일본 민족위원회(日本民族会)나 국제정치경제학회(国際政経学会) 등에서 반유대주의적 활동을 하기도 했다.